# Místokrál v Irsku

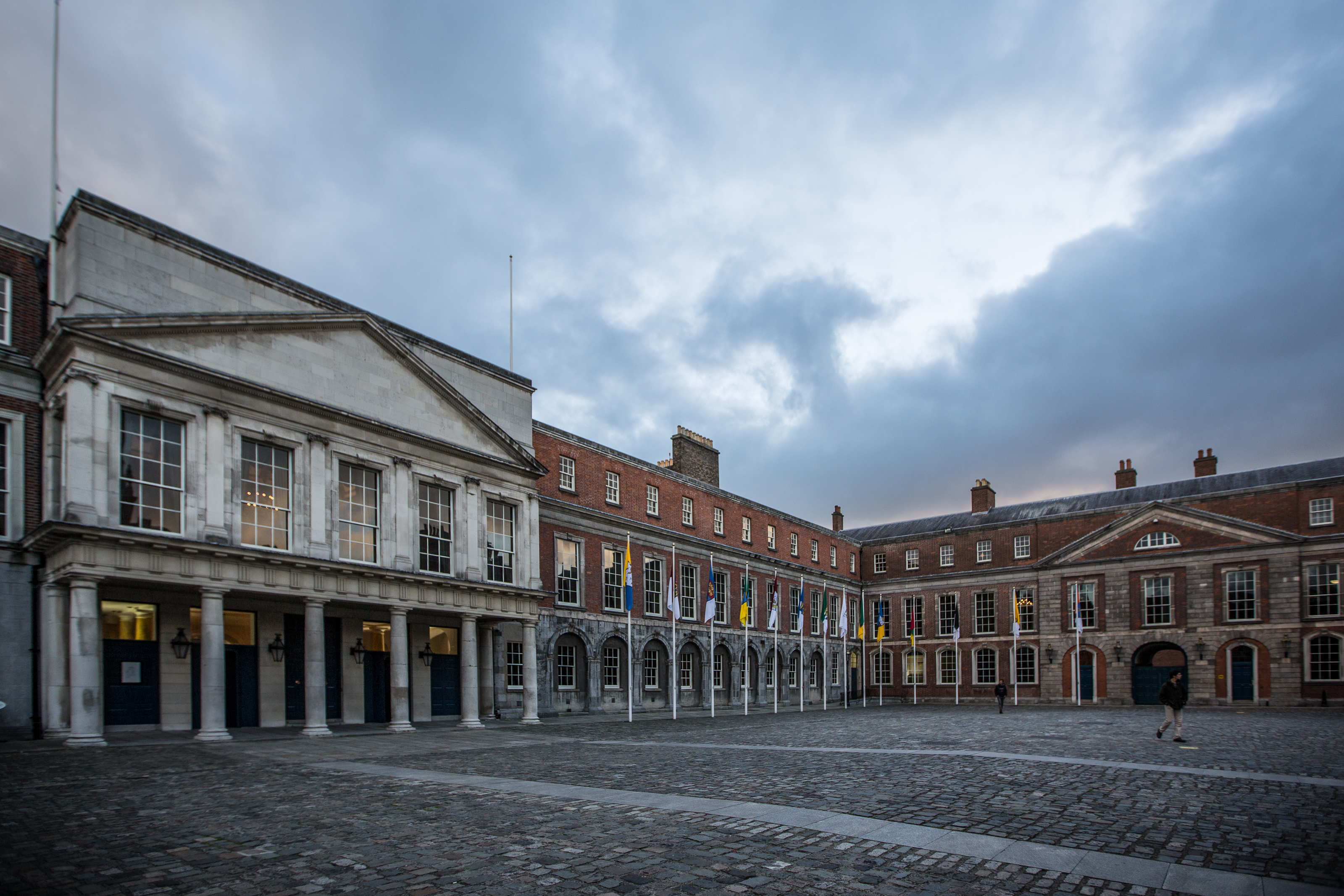
Dublin Castle, rezidence irských místokrálů

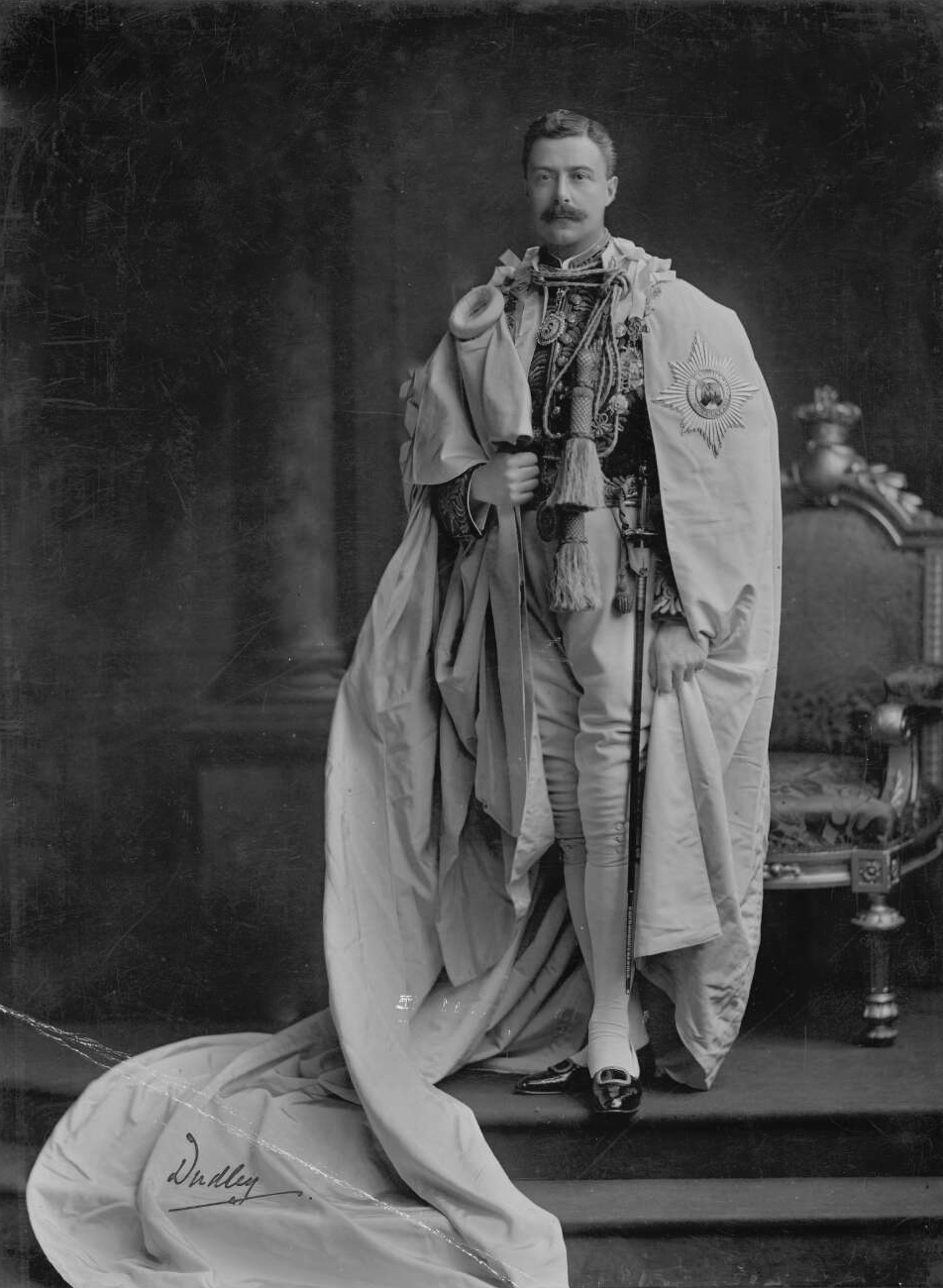
Hrabě Dudley jako irský místokrál a velmistr Řádu sv. Patrika

Místokrál v Irsku (anglicky Lord Lieutenant of Ireland) je historické označení úřadu královského místodržitele v Irském království, který v Irsku zastupoval anglického, respektive britského panovníka. Po připojení Irska k Anglii se kompetence i název funkce místodržitele měnily (Lord Deputy, Chief Governor, Lord Lieutenant). Až po Slavné revoluci a svržení dynastie Stuartovců se ustálilo pojmenování funkce jako Lord Lieutenant in Ireland, neformálně místokrál (Viceroy), ve starších českých zdrojích generální guvernér. Zatímco ve starších dějinách Irska zastávali funkci místodržitele převážně rodilí Irové, po restauraci Stuartovců byli do úřadu jmenováni převážně angličtí peerové. V 17. a 18. století zastávali post tři členové významného starobylého irského klanu Butlerů, kteří měli na Irsko majetkové a příbuzenské vazby. Naopak později v době politické stability se na post irského místokrále dostali dvořané, kteří předtím neměli s Irskem vůbec žádný kontakt (vévoda z Dorsetu). Od poloviny 18. století bylo obsazení postu irského místokrále podmíněno volebními výsledky v Anglii a funkce byla obsazována v návaznosti na změnu vládního kabinetu v Londýně, nadále to byli bez výjimky příslušníci nejvyšší aristokracie provázaní i mezigeneračně blízkými příbuzenskými vztahy. Irský místokrál měl poměrně rozsáhlé pravomoci včetně možnosti povyšování do šlechtického stavu. S rostoucí korupcí se to projevilo především koncem 18. století během vyjednávání o sloučení Británie s Irskem. Faktickým vykonavatelem státní správy byl ministr pro Irsko (Chief Secretary for Ireland), který měl od sloučení Británie s Irskem v roce 1801 statut státního sekretáře s členstvím v britské vládě. Přestože se jednalo o politickou funkci, až do 20. století nebylo nijak výjimečné, že ministrem pro Irsko byl některý z příbuzných místokrále.
Irský místokrál byl z titulu své funkce automaticky členem irské Tajné rady, po dobu výkonu úřadu byl zároveň velmistrem Řádu sv. Patrika. Manželka místokrále byla neoficiálně označována jako Vicereine. Jako rezidence místokrále sloužil královský hrad v Dublinu (Dublin Castle). Podle tradice má každý místokrál v kapli dublinského hradu vyobrazen svůj erb, buď ve vitrážových oknech nebo vyřezávaný v lavicích.
Funkce irského místokrále zanikla po vyhlášení nezávislosti Irské republiky v roce 1922. Protestantská část ostrova zůstala součástí Spojeného království jako Severní Irsko, kde byl jmenován generální guvernér.

## Seznam irských místokrálů od konce anglické občanské války do vyhlášení nezávislosti Irska (1660–1922)
| Jméno                                                            | Foto | Nástup do funkce   | Konec funkce       | Životní data |
| ---------------------------------------------------------------- | ---- | ------------------ | ------------------ | ------------ |
| George Monck, 1. vévoda z Albemarle                              |      | červen 1660        | 21. února 1662     | 1608–1670    |
| James Butler, 1. vévoda z Ormonde                                |      | 21. února 1662     | 7. února 1668      | 1610–1688    |
| Thomas Butler, hrabě z Ossory                                    |      | 7. února 1668      | 3. května 1669     | 1634–1680    |
| John Robartes, 1. hrabě z Radnoru                                |      | 3. května 1669     | 4. února 1670      | 1606–1684    |
| John Berkeley, 1. baron Berkeley                                 |      | 4. února 1670      | 21. května 1672    | 1607–1678    |
| Arthur Capell, 1. hrabě z Essexu                                 |      | 21. května 1672    | 24. května 1677    | 1632–1683    |
| James Butler, 1. vévoda z Ormonde (podruhé ve funkci)            |      | 24. května 1677    | 24. února 1685     | 1610–1688    |
| komise lordů sudích (Lords Justices)                             |      | 24. února 1685     | 1. října 1685      |              |
| Henry Hyde, 2. hrabě z Clarendonu                                |      | 1. října 1685      | 8. ledna 1687      | 1638–1709    |
| Richard Talbot, 1. hrabě z Tyrconnelu                            |      | 8. ledna 1687      | 12. března 1689    | 1630–1691    |
| Jakub II. Stuart (osobně v Irsku)                                |      | 12. března 1689    | 4. července 1690   | 1633–1701    |
| Vilém III. Oranžský (osobně v Irsku)                             |      | 14. června 1690    | 5. září 1690       | 1650–1702    |
| komise lordů sudích (Lords Justices)                             |      | 5. září 1690       | 18. března 1692    |              |
| Henry Sydney, 1. vikomt Sydney                                   |      | 18. března 1692    | 13. června 1693    | 1641–1704    |
| komise lordů sudích (Lords Justices)                             |      | 13. června 1693    | 9. května 1695     |              |
| Henry Capell, 1. baron Capell                                    |      | 9. května 1695     | 30. května 1696    | 1638–1696    |
| komise lordů sudích (Lords Justices)                             |      | 30. května 1696    | 6. února 1697      |              |
| Edward Villiers, 1. hrabě z Jersey                               |      | 6. února 1697      | 28. prosince 1700  | 1656–1711    |
| Charles Paulet, 2. vévoda z Boltonu (souběžně)                   |      | 18. května 1699    | 28. prosince 1700  | 1661–1722    |
| Charles Berkeley, 2. hrabě Berkeley (souběžně)                   |      | 23. srpna 1699     | 28. prosince 1700  | 1649–1710    |
| Lawrence Hyde, 1. hrabě z Rochesteru                             |      | 28. prosince 1700  | 4. června 1703     | 1642–1711    |
| James Butler, 2. vévoda z Ormonde                                |      | 4. června 1703     | 24. června 1707    | 1665–1745    |
| Thomas Herbert, 8. hrabě z Pembroke                              |      | 24. června 1707    | 21. dubna 1709     | 1656–1733    |
| Thomas Wharton, 1. hrabě z Whartonu                              |      | 21. dubna 1709     | 3. července 1711   | 1648–1715    |
| James Butler, 2. vévoda z Ormonde (podruhé ve funkci)            |      | 3. července 1711   | 27. října 1713     | 1665–1745    |
| Charles Talbot, 1. vévoda ze Shrewsbury                          |      | 27. října 1713     | 4. října 1714      | 1660–1718    |
| Charles Spencer, 3. hrabě ze Sunderlandu                         |      | 4. října 1714      | 13. února 1717     | 1675–1722    |
| Charles Townshend, 2. vikomt Townshend                           |      | 13. února 1717     | 7. srpna 1717      | 1674–1738    |
| Charles Paulet, 2. vévoda z Boltonu (podruhé ve funkci)          |      | 7. srpna 1717      | 28. srpna 1721     | 1661–1722    |
| Charles Fitzroy, 2. vévoda z Graftonu                            |      | 28. srpna 1721     | 22. října 1724     | 1683–1757    |
| John Carteret, 2. baron Carteret                                 |      | 22. října 1724     | 30. dubna 1730     | 1690–1763    |
| Lionel Sackville, 1. vévoda z Dorsetu                            |      | 23. června 1730    | 7. září 1737       | 1688–1765    |
| William Cavendish, 3. vévoda z Devonshiru                        |      | 7. září 1737       | 31. srpna 1745     | 1698–1755    |
| Philip Dormer Stanhope, 4. hrabě z Chesterfieldu                 |      | 31. srpna 1745     | 13. září 1747      | 1694–1773    |
| William Stanhope, 1. hrabě z Harringtonu                         |      | 13. září 1747      | 15. prosinec 1750  | 1690–1756    |
| Lionel Sackville, 1. vévoda z Dorsetu (podruhé ve funkci)        |      | 15. prosince 1750  | 5. května 1755     | 1688–1765    |
| Henry Boyle, 3. vikomt Shannon (úřadující místodržitel)          |      | 15. prosince 1750  | 19. září 1751      | 1682–1764    |
| William Cavendish, 4. vévoda z Devonshiru                        |      | 5. května 1755     | 25. září 1757      | 1720–1764    |
| John Russell, 4. vévoda z Bedfordu                               |      | 25. září 1757      | 6. října 1761      | 1710–1771    |
| George Montagu, 2. hrabě z Halifaxu                              |      | 6. října 1761      | 22. září 1763      | 1716–1771    |
| Hugh Percy, 2. hrabě z Northumberlandu                           |      | 22. září 1763      | 5. června 1765     | 1715–1786    |
| Thomas Thynne, 3. vikomt Weymouth                                |      | 5. června 1765     | 18. října 1765     | 1734–1796    |
| Francis Seymour-Conway, 1. hrabě z Hertfordu                     |      | 18. října 1765     | 6. října 1766      | 1718–1794    |
| George William Hervey, 2. hrabě z Bristolu                       |      | 6. října 1766      | 14. října 1767     | 1721–1775    |
| George Townshend, 4. vikomt Townshend                            |      | 4. října 1767      | 30. listopadu 1772 | 1724–1807    |
| Simon Harcourt, 1. hrabě Harcourt                                |      | 30. listopadu 1772 | 25. ledna 1777     | 1714–1777    |
| John Hobart, 2. hrabě z Buckinghamshire                          |      | 25. ledna 1777     | 23. prosince 1780  | 1723–1793    |
| Frederick Howard, 5. hrabě z Carlisle                            |      | 23. prosince 1780  | 14. dubna 1782     | 1748–1825    |
| William Cavendish-Bentinck, 3. vévoda z Portlandu                |      | 14. dubna 1782     | 15. září 1782      | 1738–1809    |
| George Grenville, 3. hrabě Temple                                |      | 15. září 1782      | 3. června 1783     | 1753–1813    |
| Robert Henley, 2. hrabě z Northingtonu                           |      | 3. června 1783     | 24. února 1784     | 1747–1786    |
| Charles Manners, 4. vévoda z Rutlandu                            |      | 24. února 1784     | 24. října 1787     | 1754–1787    |
| George Grenville, 1. markýz z Buckinghamu (podruhé ve funkci)    |      | 16. prosince 1787  | 5. ledna 1790      | 1753–1813    |
| John Fane, 10. hrabě z Westmorlandu                              |      | 5. ledna 1790      | 4. ledna 1795      | 1759–1840    |
| William Wentworth-Fitzwilliam, 4. hrabě Fitzwilliam              |      | 4. ledna 1795      | 31. března 1795    | 1748–1833    |
| John Jeffreys Pratt, 2. hrabě z Camdenu                          |      | 31. března 1795    | 20. června 1798    | 1759–1840    |
| Charles Cornwallis, 1. markýz Cornwallis                         |      | 20. června 1798    | 25. května 1801    | 1738–1805    |
| Philip Yorke, 3. hrabě z Hardwicke                               |      | 25. května 1801    | 28. března 1806    | 1757–1834    |
| John Russell, 6. vévoda z Bedfordu                               |      | 28. března 1806    | 19. duben 1807     | 1766–1839    |
| Charles Lennox, 4. vévoda z Richmondu                            |      | 19. dubna 1807     | 26. srpna 1813     | 1764–1819    |
| Charles Whitworth, 1. hrabě Whitworth                            |      | 26. srpna 1813     | 9. října 1817      | 1752–1825    |
| Charles Talbot, 2. hrabě Talbot                                  |      | 9. října 1817      | 29. prosince 1821  | 1777–1849    |
| Richard Wellesley, 1. markýz Wellesley                           |      | 29. prosince 1821  | 1. března 1828     | 1760–1842    |
| Henry William Paget, 1. markýz z Anglesey                        |      | 1. března 1828     | 6. března 1829     | 1768–1854    |
| Hugh Percy, 3. vévoda z Northumberlandu                          |      | 6. března 1829     | 23. prosince 1830  | 1785–1847    |
| Henry William Paget, 1. markýz z Anglesey (podruhé ve funkci)    |      | 23. prosince 1830  | 26. září 1833      | 1768–1854    |
| Richard Wellesley, 1. markýz Wellesley (podruhé ve funkci)       |      | 26. září 1833      | 6. ledna 1835      | 1760–1842    |
| Thomas Hamilton, 9. hrabě z Haddingtonu                          |      | 6. ledna 1835      | 30. dubna 1835     | 1780–1858    |
| Constantine Phipps, 1. markýz z Normanby                         |      | 30. dubna 1835     | 3. dubna 1839      | 1797–1863    |
| Hugh Fortescue, 2. hrabě Fortescue                               |      | 3. dubna 1839      | 15. září 1841      | 1783–1861    |
| Thomas de Grey, 2. hrabě de Grey                                 |      | 15. září 1841      | 26. července 1844  | 1781–1859    |
| William A'Court, 1. baron Heytesbury                             |      | 26. července 1844  | 11. července 1846  | 1779–1860    |
| John Ponsonby, 4. hrabě z Bessborough                            |      | 11. července 1846  | 16. května 1847    | 1781–1847    |
| George Villiers, 4. hrabě z Clarendonu                           |      | 26. května 1847    | 10. března 1852    | 1800–1870    |
| Archibald Montgomerie, 13. hrabě z Eglintonu                     |      | 10. března 1852    | 29. prosince 1852  | 1812–1861    |
| Edward Eliot, 3. hrabě ze St Germans                             |      | 6. ledna 1853      | 13. března 1855    | 1798–1877    |
| George Howard, 7. hrabě z Carlisle                               |      | 13. března 1855    | 12. března 1858    | 1802–1864    |
| Archibald Montgomerie, 13. hrabě z Eglintonu (podruhé ve funkci) |      | 12. března 1858    | 13. července 1859  | 1812–1861    |
| George Howard, 7. hrabě z Carlisle (podruhé ve funkci)           |      | 13. července 1859  | 8. listopadu 1864  | 1802–1864    |
| John Wodehouse, 1. hrabě z Kimberley                             |      | 8. listopadu 1864  | 20. června 1866    | 1826–1902    |
| James Hamilton, 1. vévoda z Abercornu                            |      | 20. červen 1866    | 23. prosince 1868  | 1811–1885    |
| John Poyntz Spencer, 5. hrabě Spencer                            |      | 23. prosince 1868  | 18. dubna 1874     | 1835–1910    |
| James Hamilton, 1. vévoda z Abercornu (podruhé ve funkci)        |      | 18. dubna 1874     | 11. prosince 1876  | 1811–1885    |
| John Spencer-Churchill, 7. vévoda z Marlborough                  |      | 11. prosince 1876  | 5. května 1880     | 1822–1883    |
| Francis Cowper, 7. hrabě Cowper                                  |      | 5. května 1880     | 6. května 1882     | 1834–1905    |
| John Poyntz Spencer, 5. hrabě Spencer (podruhé ve funkci)        |      | 6. května 1882     | 30. června 1885    | 1835–1910    |
| Henry Herbert, 4. hrabě z Carnarvonu                             |      | 30. června 1885    | 20. února 1886     | 1831–1890    |
| John Hamilton-Gordon, 7. hrabě z Aberdeenu                       |      | 20. února 1886     | 5. srpna 1886      | 1847–1934    |
| Charles Vane-Tempest-Stewart, 6. markýz z Londonderry            |      | 5. srpna 1886      | 5. října 1889      | 1852–1915    |
| Lawrence Dundas, 3. hrabě ze Zetlandu                            |      | 5. říjen 1889      | 18. srpna 1892     | 1844–1929    |
| Robert Milnes-Crewe, 2. baron Houghton                           |      | 18. srpna 1892     | 8. července 1895   | 1858–1945    |
| George Cadogan, 5. hrabě Cadogan                                 |      | 8. července 1895   | 16. srpna 1902     | 1840–1915    |
| William Humble Ward, 2. hrabě Dudley                             |      | 16. srpna 1902     | 14. prosince 1905  | 1867–1932    |
| John Hamilton-Gordon, 7. hrabě z Aberdeenu (podruhé ve funkci)   |      | 14. prosince 1905  | 19. února 1915     | 1847–1934    |
| Ivor Guest, 1. vikomt Wimborne                                   |      | 19. února 1915     | 11. července 1916  | 1873–1939    |
| komise lordů sudích (Lords Justices)                             |      | 11. července 1916  | 11. srpna 1916     |              |
| Ivor Guest, 1. vikomt Wimborne (podruhé ve funkci)               |      | 11. srpna 1916     | 2. května 1918     | 1873–1939    |
| John French, 1. hrabě z Ypres                                    |      | 2. května 1918     | 2. května 1921     | 1852–1925    |
| Edmund Howard, 1. vikomt Fitzalan                                |      | 2. května 1921     | 6. prosince 1922   |              |